# Pouce (îles Kerguelen)
Pour les articles homonymes, voir Pouce.
Le Pouce est un sommet des îles Kerguelen culminant à 743 m d'altitude. Il se trouve au nord de la presqu'île Ronarc'h. Il est particulièrement visible de la base de Port-aux-Français, car il est en position dominante, de l'autre côté du golfe du Morbihan, à environ 25 km au sud. Il domine la petite station temporaire de Port-Douzième.

## Toponymie
Son nom (Thumb Peak en anglais) lui a été donné en 1874 par l'expédition anglaise du Challenger, venue préparer l'observation du passage de Vénus devant le Soleil, prévu le 9 décembre 1874.